# 엘론드
엘론드(Elrond)는 J. R. R. 톨킨의 가운데땅을 무대로 한 소설 《호빗》, 《반지의 제왕》, 《실마릴리온》의 등장인물이다.

## 개요
놀도르 왕족 에아렌딜과 신다르 왕족 엘윙의 아들이다.
가운데땅 역사에 중요한 역할을 맡았던 아버지 에아렌딜과 마찬가지로 중요한 인물이었으며, 태양의 제2시대, 제3시대에 크게 활약한다. 혈통이 중요한 세계관에서 가장 복잡한 계보를 지닌 인물이기도 하다.

## 생애

### 탄생과 고난
태양의 제1시대 말엽 532년에 시리온 하구에서 태어났다. 태어난 그의 삶은 태생부터 고난의 연속이었다. 아버지 에아렌딜이 서녘으로 구원 요청을 하기 위해 떠나서 곁에 없었을 때, 엘윙이 가지고 있던 실마릴을 노리고 제 3차 동족살상이 벌어진다. 엘윙은 실마릴을 지키기 위해 절벽에 몸을 던진다. 고아가 돼버린 엘론드와 엘로스는 동족살상을 벌인 마이드로스, 마글로르로부터 양육된다.
분노의 전쟁이 끝나고 모르고스가 가지고 있던 실마릴이 회수되었을 때, 마이드로스와 마글로르는 소유권을 주장하며 실마릴을 흠친다. 그러나 그들은 실마릴에게 거부당했고, 이에 절망한 그들은 엘론드와 엘로스와 떨어져 종적을 감춘다.

### 제2시대
제2시대에 엘론드와 엘로스는 에아렌딜의 자손이자 반요정으로서 선택을 하게 된다. 바로 인간 혹은 요정 중 하나의 삶을 살아가는 것이었다. 동생 엘로스는 인간의 삶을 선택해 누메노르의 초대왕이 되었고, 엘론드는 요정의 삶을 선택했다. 이후에 그는 가운데땅에 남은 마지막 놀도르 대왕인 길 갈라드의 참모가 되어, 주도적인 인물로 부상한다.
1693년, 사우론이 힘의반지를 차지하기 위해 에레기온을 침공한다. 이어 에레기온이 함락되자 엘론드는 난민들을 이끌고 임라드리스에 피난처를 만들었다. 사우론은 그후 누메노르의 지원군에 의하여 패퇴하였다. 이후 엘론드는 처음으로 열린 백색회의에서 길 갈라드로부터 바람의 반지 빌랴를 받았다. 또한 갈라드리엘의 딸 켈레브리안을 보고 사랑에 빠졌다. 엘론드가 만든 피난처 임라드리스는 많은 학자들과 현명한 이들이 모였고, 지치고 피로한 이들의 안식처가 되었다.
3429년, 사우론이 곤도르를 침공하자 인간과 요정의 최후의 동맹이 결사되었고, 수많은 영주와 왕이 참여한 다골르라드 평원의 전투가 열렸다. 이 전쟁에서 사우론은 절대반지를 빼앗기고 패배하였다. 엘론드는 이 반지를 없애야 한다고 주장했지만, 반지의 힘에 홀린 이실두르에 의해 반지의 파괴는 실패한다.

### 제3시대
사우론이 종적을 감춘 제3시대에 엘론드는 깊은골을 바람의 반지 빌랴의 힘으로 계속 아름답도록 유지했다. 109년, 켈레브리안과 결혼하였으며, 엘라단, 엘로히르 형제와 외동딸 아르웬을 자식으로 두었다.
누메노르인들의 아르노르가 마술사왕에 의해 멸망하자, 엘론드는 그 왕손인 두네다인의 족장들을 거두어 깊은골에서 길렀다. 또한 바라히르의 반지, 부러진 나르실, 안두미나스의 홀 등을 보관하였다.
2509년, 로스로리엔에서 돌아오던 켈레브리안이 오크들에게 습격당한다. 엘라단과 엘로히르가 그녀를 구출하고, 엘론드가 치료했지만, 마음의 상처가 깊어 먼저 발리노르로 떠나고 만다.
2980년, 엘로스의 후손인 아라고른과 자신의 딸인 아르웬이 혼인을 약조한다. 사랑하는 딸이 인간의 삶을 사는 것을 원치 않았기에, 아라고른이 사우론을 패배시키고 왕이 되는 것을 혼인의 조건으로 걸었다
절대반지가 파괴되고 사우론이 몰락하여 반지전쟁이 끝나자, 요정의 세 반지도 힘을 잃고 요정 군주들은 이제 서녘으로 떠나야 할 때임을 직감한다. 엘론드 또한 그런 운명이었고, 아라고른과 아르웬의 결혼식에 참여한 후에 회색항구를 통해 발리노르로 떠난다.

## 혈통
인간의 세 가문인 할레스, 하도르, 베오르 가문과 요정의 세 분파인 바냐르, 놀도르, 텔레리, 그리고 세상창조를 도왔던 마이아의 피마저 이어받은 반요정이다.
외가쪽 고조할아버지는 신다르 대왕 싱골, 그 부인인 고조 할머니는 마이아 멜리안, 증조할머니는 일루바타르의 자손중 가장 아름답다는 루시엔. 증조 할아버지는 베오르 가문의 영웅 베렌이었으며 할아버지는 최초의 반요정 디오르 엘루킬이었다. 어머니는 신다르의 최후의 왕족인 엘윙이었다.
부계쪽 혈통으로는 놀도르 대왕 핀웨와 바냐르 대왕 잉궤의 친척인 인디스 사이에서 태어난 놀도르 최고의 무장 핑골핀을 고조 할아버지로 두었으며, 핑골핀의 둘째인 투르곤을 증조 할아버지로 두었다. 투르곤과 엘렌웨의 사이에서 태어난 이드릴이 할머니였다. 할아버지는 하도르, 할레스, 베오르 가문의 혈통을 가지고 있는 하도르의 투오르였다. 아버지는 샛별 에아렌딜이었다.
| 핀웨 | 핀웨 | 핀웨 | 핀웨 | 핀웨   | 핀웨   |        |        | 인디스 | 인디스 | 인디스 | 인디스 | 인디스 | 인디스 |                                                                     |          | 하도르 가문 | 하도르 가문 | 하도르 가문 | 하도르 가문 | 하도르 가문 | 하도르 가문 |        |        | 할레스 가문 | 할레스 가문 | 할레스 가문 | 할레스 가문 | 할레스 가문 | 할레스 가문 |            |            | 베오르 가문 | 베오르 가문 | 베오르 가문 | 베오르 가문 | 베오르 가문 | 베오르 가문 |            |            | 싱골     | 싱골     | 싱골     | 싱골     | 싱골   | 싱골   |        |        | 멜리안 | 멜리안 | 멜리안 | 멜리안 | 멜리안 | 멜리안 |
| 핀웨 | 핀웨 | 핀웨 | 핀웨 | 핀웨   | 핀웨   |        |        | 인디스 | 인디스 | 인디스 | 인디스 | 인디스 | 인디스 |                                                                     |          | 하도르 가문 | 하도르 가문 | 하도르 가문 | 하도르 가문 | 하도르 가문 | 하도르 가문 |        |        | 할레스 가문 | 할레스 가문 | 할레스 가문 | 할레스 가문 | 할레스 가문 | 할레스 가문 |            |            | 베오르 가문 | 베오르 가문 | 베오르 가문 | 베오르 가문 | 베오르 가문 | 베오르 가문 |            |            | 싱골     | 싱골     | 싱골     | 싱골     | 싱골   | 싱골   |        |        | 멜리안 | 멜리안 | 멜리안 | 멜리안 | 멜리안 | 멜리안 |
|      |      |      |      |        |        |        |        |        |        |        |        |        |        |                                                                     |          |             |             |             |             |             |             |        |        |             |             |             |             |             |             |            |            |             |             |             |             |             |             |            |            |          |          |          |          |        |        |        |        |        |        |        |        |        |        |
|      |      |      |      | 핑골핀 | 핑골핀 | 핑골핀 | 핑골핀 | 핑골핀 | 핑골핀 |        |        |        |        |                                                                     |          | 갈도르      | 갈도르      | 갈도르      | 갈도르      | 갈도르      | 갈도르      |        |        | 하레스      | 하레스      | 하레스      | 하레스      | 하레스      | 하레스      |            |            | 바라히르    | 바라히르    | 바라히르    | 바라히르    | 바라히르    | 바라히르    |            |            |          |          |          |          |        |        |        |        |        |        |        |        |        |        |
|      |      |      |      | 핑골핀 | 핑골핀 | 핑골핀 | 핑골핀 | 핑골핀 | 핑골핀 |        |        |        |        |                                                                     |          | 갈도르      | 갈도르      | 갈도르      | 갈도르      | 갈도르      | 갈도르      |        |        | 하레스      | 하레스      | 하레스      | 하레스      | 하레스      | 하레스      |            |            | 바라히르    | 바라히르    | 바라히르    | 바라히르    | 바라히르    | 바라히르    |            |            |          |          |          |          |        |        |        |        |        |        |        |        |        |        |
|      |      |      |      |        |        |        |        |        |        |        |        |        |        |                                                                     |          |             |             |             |             |             |             |        |        |             |             |             |             |             |             |            |            |             |             |             |             |             |             |            |            |          |          |          |          |        |        |        |        |        |        |        |        |        |        |
|      |      |      |      | 투르곤 | 투르곤 | 투르곤 | 투르곤 | 투르곤 | 투르곤 |        |        | 엘렌웨 | 엘렌웨 | 엘렌웨                                                              | 엘렌웨   | 엘렌웨      | 엘렌웨      |             |             | 후오르      | 후오르      | 후오르 | 후오르 | 후오르      | 후오르      |             |             |             |             |            |            | 베렌        | 베렌        | 베렌        | 베렌        | 베렌        | 베렌        |            |            |          |          |          |          | 루시엔 | 루시엔 | 루시엔 | 루시엔 | 루시엔 | 루시엔 |        |        |        |        |
|      |      |      |      | 투르곤 | 투르곤 | 투르곤 | 투르곤 | 투르곤 | 투르곤 |        |        | 엘렌웨 | 엘렌웨 | 엘렌웨                                                              | 엘렌웨   | 엘렌웨      | 엘렌웨      |             |             | 후오르      | 후오르      | 후오르 | 후오르 | 후오르      | 후오르      |             |             |             |             |            |            | 베렌        | 베렌        | 베렌        | 베렌        | 베렌        | 베렌        |            |            |          |          |          |          | 루시엔 | 루시엔 | 루시엔 | 루시엔 | 루시엔 | 루시엔 |        |        |        |        |
|      |      |      |      |        |        |        |        |        |        |        |        |        |        |                                                                     |          |             |             |             |             |             |             |        |        |             |             |             |             |             |             |            |            |             |             |             |             |             |             |            |            |          |          |          |          |        |        |        |        |        |        |        |        |        |        |
|      |      |      |      |        |        |        |        | 이드릴 | 이드릴 | 이드릴 | 이드릴 | 이드릴 | 이드릴 |                                                                     |          |             |             |             |             | 투오르      | 투오르      | 투오르 | 투오르 | 투오르      | 투오르      |             |             |             |             | 님로스     | 님로스     | 님로스      | 님로스      | 님로스      | 님로스      |             |             | 디오르     | 디오르     | 디오르   | 디오르   | 디오르   | 디오르   |        |        |        |        |        |        |        |        |        |        |
|      |      |      |      |        |        |        |        | 이드릴 | 이드릴 | 이드릴 | 이드릴 | 이드릴 | 이드릴 |                                                                     |          |             |             |             |             | 투오르      | 투오르      | 투오르 | 투오르 | 투오르      | 투오르      |             |             |             |             | 님로스     | 님로스     | 님로스      | 님로스      | 님로스      | 님로스      |             |             | 디오르     | 디오르     | 디오르   | 디오르   | 디오르   | 디오르   |        |        |        |        |        |        |        |        |        |        |
|      |      |      |      |        |        |        |        |        |        |        |        |        |        |                                                                     |          |             |             |             |             |             |             |        |        |             |             |             |             |             |             |            |            |             |             |             |             |             |             |            |            |          |          |          |          |        |        |        |        |        |        |        |        |        |        |
|      |      |      |      |        |        |        |        |        |        |        |        |        |        |                                                                     |          |             |             |             |             |             |             |        |        |             |             |             |             |             |             |            |            |             |             |             |             |             |             |            |            |          |          |          |          |        |        |        |        |        |        |        |        |        |        |
|      |      |      |      |        |        |        |        |        |        |        |        |        |        | 에아렌딜                                                            | 에아렌딜 | 에아렌딜    | 에아렌딜    | 에아렌딜    | 에아렌딜    |             |             |        |        |             |             | 엘윙        | 엘윙        | 엘윙        | 엘윙        | 엘윙       | 엘윙       |             |             | 엘루레드    | 엘루레드    | 엘루레드    | 엘루레드    | 엘루레드   | 엘루레드   |          |          | 엘루린   | 엘루린   | 엘루린 | 엘루린 | 엘루린 | 엘루린 |        |        |        |        |        |        |
|      |      |      |      |        |        |        |        |        |        |        |        |        |        | 에아렌딜                                                            | 에아렌딜 | 에아렌딜    | 에아렌딜    | 에아렌딜    | 에아렌딜    |             |             |        |        |             |             | 엘윙        | 엘윙        | 엘윙        | 엘윙        | 엘윙       | 엘윙       |             |             | 엘루레드    | 엘루레드    | 엘루레드    | 엘루레드    | 엘루레드   | 엘루레드   |          |          | 엘루린   | 엘루린   | 엘루린 | 엘루린 | 엘루린 | 엘루린 |        |        |        |        |        |        |
|      |      |      |      |        |        |        |        |        |        |        |        |        |        |                                                                     |          |             |             |             |             |             |             |        |        |             |             |             |             |             |             |            |            |             |             |             |             |             |             |            |            |          |          |          |          |        |        |        |        |        |        |        |        |        |        |
|      |      |      |      |        |        |        |        |        |        |        |        |        |        |                                                                     |          |             |             |             |             |             |             |        |        |             |             |             |             |             |             | 갈라드리엘 | 갈라드리엘 | 갈라드리엘  | 갈라드리엘  | 갈라드리엘  | 갈라드리엘  |             |             | 켈레보른   | 켈레보른   | 켈레보른 | 켈레보른 | 켈레보른 | 켈레보른 |        |        |        |        |        |        |        |        |        |        |
|      |      |      |      |        |        |        |        |        |        |        |        |        |        |                                                                     |          |             |             |             |             |             |             |        |        |             |             |             |             |             |             | 갈라드리엘 | 갈라드리엘 | 갈라드리엘  | 갈라드리엘  | 갈라드리엘  | 갈라드리엘  |             |             | 켈레보른   | 켈레보른   | 켈레보른 | 켈레보른 | 켈레보른 | 켈레보른 |        |        |        |        |        |        |        |        |        |        |
|      |      |      |      |        |        |        |        |        |        |        |        |        |        |                                                                     |          |             |             |             |             |             |             |        |        |             |             |             |             |             |             |            |            |             |             |             |             |             |             |            |            |          |          |          |          |        |        |        |        |        |        |        |        |        |        |
|      |      |      |      |        |        |        |        |        |        |        |        |        |        |                                                                     |          |             |             |             |             |             |             |        |        |             |             |             |             |             |             |            |            |             |             |             |             |             |             |            |            |          |          |          |          |        |        |        |        |        |        |        |        |        |        |
|      |      |      |      |        |        |        |        |        |        |        |        |        |        | 엘로스                                                              | 엘로스   | 엘로스      | 엘로스      | 엘로스      | 엘로스      |             |             |        |        |             |             | 엘론드      | 엘론드      | 엘론드      | 엘론드      | 엘론드     | 엘론드     |             |             | 켈레브리안  | 켈레브리안  | 켈레브리안  | 켈레브리안  | 켈레브리안 | 켈레브리안 |          |          |          |          |        |        |        |        |        |        |        |        |        |        |
|      |      |      |      |        |        |        |        |        |        |        |        |        |        | 엘로스                                                              | 엘로스   | 엘로스      | 엘로스      | 엘로스      | 엘로스      |             |             |        |        |             |             | 엘론드      | 엘론드      | 엘론드      | 엘론드      | 엘론드     | 엘론드     |             |             | 켈레브리안  | 켈레브리안  | 켈레브리안  | 켈레브리안  | 켈레브리안 | 켈레브리안 |          |          |          |          |        |        |        |        |        |        |        |        |        |        |
|      |      |      |      |        |        |        |        |        |        |        |        |        |        |                                                                     |          |             |             |             |             |             |             |        |        |             |             |             |             |             |             |            |            |             |             |             |             |             |             |            |            |          |          |          |          |        |        |        |        |        |        |        |        |        |        |
|      |      |      |      |        |        |        |        |        |        |        |        |        |        | 누메노르의 왕들 안두니에의 영주들 아르노르의 왕들 아르세다인의 왕들 |          |             |             |             |             |             |             |        |        |             |             |             |             |             |             |            |            |             |             |             |             |             |             |            |            |          |          |          |          |        |        |        |        |        |        |        |        |        |        |
|      |      |      |      |        |        |        |        |        |        |        |        |        |        |                                                                     |          |             |             |             |             |             |             |        |        |             |             |             |             |             |             |            |            |             |             |             |             |             |             |            |            |          |          |          |          |        |        |        |        |        |        |        |        |        |        |
|      |      |      |      |        |        |        |        |        |        |        |        |        |        |                                                                     |          |             |             |             |             |             |             |        |        |             |             |             |             |             |             |            |            |             |             |             |             |             |             |            |            |          |          |          |          |        |        |        |        |        |        |        |        |        |        |
|      |      |      |      |        |        |        |        |        |        |        |        |        |        | 아라고른                                                            | 아라고른 | 아라고른    | 아라고른    | 아라고른    | 아라고른    |             |             | 아르웬 | 아르웬 | 아르웬      | 아르웬      | 아르웬      | 아르웬      |             |             | 엘라단     | 엘라단     | 엘라단      | 엘라단      | 엘라단      | 엘라단      |             |             | 엘로히르   | 엘로히르   | 엘로히르 | 엘로히르 | 엘로히르 | 엘로히르 |        |        |        |        |        |        |        |        |        |        |
|      |      |      |      |        |        |        |        |        |        |        |        |        |        | 아라고른                                                            | 아라고른 | 아라고른    | 아라고른    | 아라고른    | 아라고른    |             |             | 아르웬 | 아르웬 | 아르웬      | 아르웬      | 아르웬      | 아르웬      |             |             | 엘라단     | 엘라단     | 엘라단      | 엘라단      | 엘라단      | 엘라단      |             |             | 엘로히르   | 엘로히르   | 엘로히르 | 엘로히르 | 엘로히르 | 엘로히르 |        |        |        |        |        |        |        |        |        |        |
|      |      |      |      |        |        |        |        |        |        |        |        |        |        |                                                                     |          |             |             |             |             |             |             |        |        |             |             |             |             |             |             |            |            |             |             |             |             |             |             |            |            |          |          |          |          |        |        |        |        |        |        |        |        |        |        |
|      |      |      |      |        |        |        |        |        |        |        |        |        |        |                                                                     |          |             |             | 엘다리온    |             |             |             |        |        |             |             |             |             |             |             |            |            |             |             |             |             |             |             |            |            |          |          |          |          |        |        |        |        |        |        |        |        |        |        |